# Профільна зйомка
Зйо́мка про́фільна (Знімання профільне), (рос. съемка профильная, англ. profile survey; нім. Profilaufnahme f) – спеціальна маркшейдерська зйомка, що виконується для побудови профілю, який відображає кривизну, мікрорельєф і відхилення від заданого напряму конструкцій армування і стінок кріплення шахтних стовбурів, розвідувальних і техн. свердловин, рейкових шляхів, елементів гірничо-транспортних машин і комплексів обладнання.